# Оксид-хлорид сурьмы
Оксид-хлорид сурьмы — неорганическое соединение с формулой SbOCl, белые кристаллы, не растворимые в холодной воде, разлагается в горячей.

## Получение
- Гидролиз трихлорида сурьмы:

{\displaystyle {\mathsf {SbCl_{3}+H_{2}O\ {\xrightarrow {}}\ SbOCl\downarrow +2HCl}}}

## Физические свойства
Оксид-хлорид сурьмы образует бесцветные кристаллы, нерастворимые в холодной воде и разлагающиеся в горячей.
Растворяется в ацетоне, сероуглероде, не растворяется в хлороформе и этаноле.

## Химические свойства
- При нагревании разлагается:

{\displaystyle {\mathsf {5SbOCl\ {\xrightarrow {170-250^{o}C}}\ Sb_{4}Cl_{2}O_{5}+SbCl_{3}}}}
{\displaystyle {\mathsf {6SbOCl\ {\xrightarrow {>320^{o}C}}\ 2Sb_{2}O_{3}+2SbCl_{3}}}}
- Разлагается в горячей воде:

{\displaystyle {\mathsf {2SbOCl+H_{2}O\ {\xrightarrow {100^{o}C}}\ Sb_{2}O_{3}\downarrow +2HCl}}}
- При гидролизе в кислой среде образуется «алгаротов порошок» (оксихлорид сурьмы):

{\displaystyle {\mathsf {4SbOCl+H_{2}O\ {\xrightarrow {50^{o}C,H^{+}}}\ Sb_{4}Cl_{2}O_{5}\downarrow +2HCl}}}
- Реагирует с концентрированной соляной кислотой:

{\displaystyle {\mathsf {SbOCl+3HCl\ {\xrightarrow {}}\ H[SbCl_{4}]+H_{2}O}}}
- Окисляется горячей концентрированной азотной кислотой:

{\displaystyle {\mathsf {2SbOCl+4HNO_{3}\ {\xrightarrow {100^{o}C}}\ Sb_{2}O_{5}\downarrow +4NO_{2}+2HCl+H_{2}O}}}
- Медленно реагирует с щелочами:

{\displaystyle {\mathsf {SbOCl+2NaOH+H_{2}O\ {\xrightarrow {}}\ Na[Sb(OH)_{4}]+NaCl}}}

## Применение
- Используется в приготовлении «рвотного камня».